# 学級
学級（がっきゅう、英: homeroom, class）は、同一の時間に共同で学習する集団のことである。「クラス」（class）や「組」などと呼ばれることもある。

## 概要
一般には、幼稚園・小学校・中学校などで、幼児・児童・生徒などが学校生活の大半の時間を過ごす場として知られ、そのほかにも社会教育（生涯学習）における社会学級講座（青年学級など）というようなものもある。
学級については、単なる社会集団と異なる面も見られ、学級は、その特殊性から学習集団と定義されることもあり、一般的に教室を拠点とする（ホーム教室）。学級は、新学年の始めなどの編成当初こそ、在学生が単に機械的に分けられた人間的なつながりの必然性がない集団、所属集団(Membership Group）であるものの、各種の活動にともなって、楽しくて所属することを喜びとするような集団、帰属集団(Reference Group）に変化するといわれる。これは、学級担任の教員や学級の構成員の努力などによるものと考えられている。
幼稚園・小学校・中学校などおける在学生の基礎的な生活集団は、ほとんどの場合で学級である。しかし、高等学校などにおける在学生の基礎的な生活集団は、必ずしも学級ではない。これは、選択科目の比率が増えるためであり、このような場合は、学級とは別にホームルームという概念も用いる。（なお、学級とホームルームは、同一の集団で編成することも可能である。）
学級の構成人数が少なければ、教員は、その学級の構成者1人1人の状況を把握し、個別に支援を行うことが可能になるといわれる。日本の学校における1学級あたりの標準人数は、普通学級で1学級あたり48人以内と定められているが、この人数は、先進国の中では多い方である。このため、1990年代から「35人学級」や「30人学級」の導入が試みられている。また、小学校などでは、1人の教員が1つの学級を担任するというのが一般的であったが、学級担任のほかにも学級副担任をおくことが試みられている。
公立義務教育諸学校の学級編制及び教職員定数の標準に関する法律の第3条では、学級の人数の「標準」は、小学校1年では35人以下、小学校2年から中学校3年までは40人以下と定められている。

## 様々な学級
- 特別支援学級と通常の学級

特別支援学級とは、特別な支援を要する在学生のために設けられる学級であり、通常の学級とは、それ以外の学級のことである。この区分は、主に就学前教育・初等教育・中等教育（幼稚園から高等学校までの段階）で用いられる。なお、普通学級という名称は差別につながるということで使われなくなっている。
- 複式学級と単式学級

複式学級とは、複数の学年の在学生で編成する学級のことであり、単式学級とは、単一の学年の在学生で編成する学級のことである。
- 重複障害学級と一般学級

重複障害学級とは、特別支援学校において障害を2以上併せ有する在学生で編成する学級のことである。

## 規模

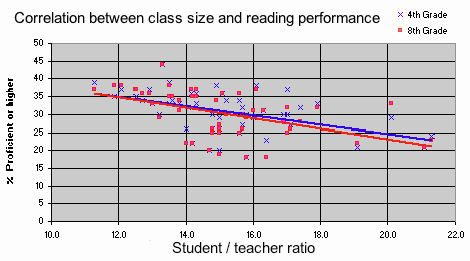
全米学力調査の2005年調査「学級規模と読書能力の相関（ 4学年、8学年）」

少人数教育に関する数十件の研究が、学生の成績にプラスの影響を与えることを示しているが、いくつかの研究ではクラスサイズと学生の学習のつながりに疑問を投げかけている。日本で有名な研究結果は、1982年に発表されたグラス（en）とスミス(en)の研究で通称「グラス・スミス曲線」において20人以下学級の学習効果が大きいとされている。

### 歴史
古代ギリシアの修辞学者イソクラテスは、紀元前392年頃にアテネに将軍や政治家を教育する学校を開校し、一度に6〜8人以上の学生を入学させないと主張した。
12世紀のラビの学者マイモーンは、クラスの大きさは学生の成果と相関していると認識していた。彼は「1人の先生は25人の子供を担当することができる。クラス内の人数が25を超えて40より大きくない場合は、指導を手助けする助手が必要だ。もし40人以上であれば、2人の教師を任命しなければならない」と記述している。

### 各国の動向
アメリカの36の州では少人数クラスにする法が制定されている。
日本においても少人数学級の効果についての研究調査が行われている。
経済協力開発機構の2013年調査
この調査結果は、各国の無作為に選んだ中学校の教師からの報告を元にしている。この調査では総合的な就学率を調査していないため、米国のクラスサイズ調査結果（2015年の米国教育統計センターの中学校平均値：26.8、小学校：21.1）と、差があることに注意。（関連：OECD生徒の学習到達度調査 - 高校1年の学力調査結果：2013年の学級人数規模が大きいシンガポールが各分野でトップレベルであるように学級人数の多少で学力に差が出るわけではない結果になっている。ただ、少人数教育は高学年では効果が薄いという指摘もある）
| 国                       | クラスサイズの平均 |
| ------------------------ | ------------------ |
| フランダース（ベルギー） | 17.3               |
| エストニア               | 17.3               |
| ラトビア                 | 17.7               |
| フィンランド             | 17.8               |
| スロバキア               | 19.1               |
| アイスランド             | 19.6               |
| クロアチア               | 20.0               |
| キプロス                 | 20.7               |
| チェコ                   | 21.1               |
| デンマーク               | 21.2               |
| ポーランド               | 21.4               |
| スウェーデン             | 21.4               |
| ブルガリア               | 21.7               |
| イタリア                 | 21.8               |
| セルビア                 | 21.9               |
| ノルウェー               | 22.5               |
| ポルトガル               | 22.6               |
| スペイン                 | 23.6               |
| イングランド             | 23.9               |
| Average                  | 24.1               |
| オーストラリア           | 24.7               |
| アブダビ                 | 25.1               |
| オランダ                 | 25.4               |
| フランス                 | 25.5               |
| カナダ                   | 25.8               |
| アメリカ                 | 27.0               |
| イスラエル               | 27.6               |
| ブラジル                 | 30.8               |
| 日本                     | 31.2               |
| チリ                     | 31.8               |
| マレーシア               | 32.1               |
| 韓国                     | 32.4               |
| メキシコ                 | 33.0               |
| シンガポール             | 35.5               |